# Hieracium glandulosodentatum
Hieracium glandulosodentatum là một loài thực vật có hoa trong họ Cúc. Loài này được Gus.Schneid. mô tả khoa học đầu tiên năm 1876.